# Chern-Weil-Theorie
In der Mathematik ist die Chern-Weil-Theorie ein allgemeines Verfahren, wie man die charakteristischen Klassen eines Prinzipalbündels aus seiner Krümmung berechnen kann. (Charakteristische Klassen sind Kohomologieklassen, die topologisch messen, wie getwistet ein Bündel ist.) Historisch entstand sie beim Beweis der höherdimensionalen Version des Satzes von Gauß-Bonnet, sie markierte den Beginn der “globalen Differentialgeometrie”, also der Wechselwirkung von Geometrie und Topologie. Die Theorie ist nach André Weil und S. S. Chern benannt.

## Definition
Sei {\displaystyle \pi :P\rightarrow M} ein Prinzipalbündel mit Strukturgruppe {\displaystyle G}, sei {\displaystyle {\mathfrak {g}}} die Lie-Algebra von {\displaystyle G}. Chern-Weil-Theorie definiert einen Homomorphismus
{\displaystyle \phi :I^{*}({\mathfrak {g}})\rightarrow H_{dR}^{*}(M)}
vom Raum der {\displaystyle Ad(G)}-invarianten Polynome auf {\displaystyle {\mathfrak {g}}} in die de-Rham-Kohomologie, den sogenannten Chern-Weil-Homomorphismus.
Jedem invarianten Polynom {\displaystyle f\in I^{k}({\mathfrak {g}})} wird die {\displaystyle 2k}-Form
{\displaystyle f(\Omega ,\ldots ,\Omega )\in \Omega ^{2k}(M)}
zugeordnet, wobei {\displaystyle \Omega \in \Omega ^{2}(M)} die Krümmungsform eines Zusammenhangs des Prinzipalbündels ist. Das heißt, für {\displaystyle X_{1},\ldots ,X_{2k}\in T_{p}P} ist
{\displaystyle f(\Omega )(X_{1},\dots ,X_{2k})={\frac {1}{(2k)!}}\sum _{\sigma \in {\mathfrak {S}}_{2k}}\operatorname {sign} (\sigma )f(\Omega (X_{\sigma (1)},X_{\sigma (2)}),\dots ,\Omega (X_{\sigma (2k-1)},X_{\sigma (2k)}))}.
{\displaystyle f(\Omega )} ist eine geschlossene Form und {\displaystyle \phi (f)} ist dann per Definition die Kohomologieklasse dieser {\displaystyle 2k}-Form. Man kann zeigen, dass {\displaystyle \phi (f)} nicht vom gewählten Zusammenhang abhängt.

## Beispiele
- Sei {\displaystyle G=GL(n,\mathbb {C} )}. Dann hat die Krümmungsform Werte in {\displaystyle {\mathfrak {gl}}(n,\mathbb {C} )=\operatorname {Mat} (n,\mathbb {C} )}. Die Entwicklung

{\displaystyle \det \left({\frac {it\Omega }{2\pi }}+I\right)=\sum _{k}c_{k}(\Omega )t^{k}}
definiert invariante Polynome
{\displaystyle c_{k}(\Omega )\in I^{2k}({\mathfrak {g}})},
zum Beispiel ist {\displaystyle c_{1}(\Omega )={\frac {i}{2\pi }}Tr(\Omega )} und {\displaystyle c_{n}(\Omega )=({\frac {i}{2\pi }})^{n}\det(\Omega )}. Die Kohomologieklassen {\displaystyle \phi (c_{1}),\ldots ,\phi (c_{n})} sind die Chern-Klassen.

## Universeller Chern-Weil-Homomorphismus
Sei {\displaystyle G} eine Lie-Gruppe und {\displaystyle BG} ihr klassifizierender Raum. {\displaystyle BG} ist keine Mannigfaltigkeit, trotzdem lässt sich für das universelle {\displaystyle G}-Bündel {\displaystyle \pi :EG\rightarrow BG} ein Chern-Weil-Homomorphismus {\displaystyle \phi _{G}:I^{*}(G)\rightarrow H^{*}(BG)} definieren.
Wenn {\displaystyle \pi :P\rightarrow M} ein {\displaystyle G}-Prinzipalbündel und {\displaystyle F:M\rightarrow BG} seine klassifizierende Abbildung ist, dann
ist {\displaystyle \phi =F^{*}\circ \phi _{G}}.